# Fonts baptismaux de Plurien

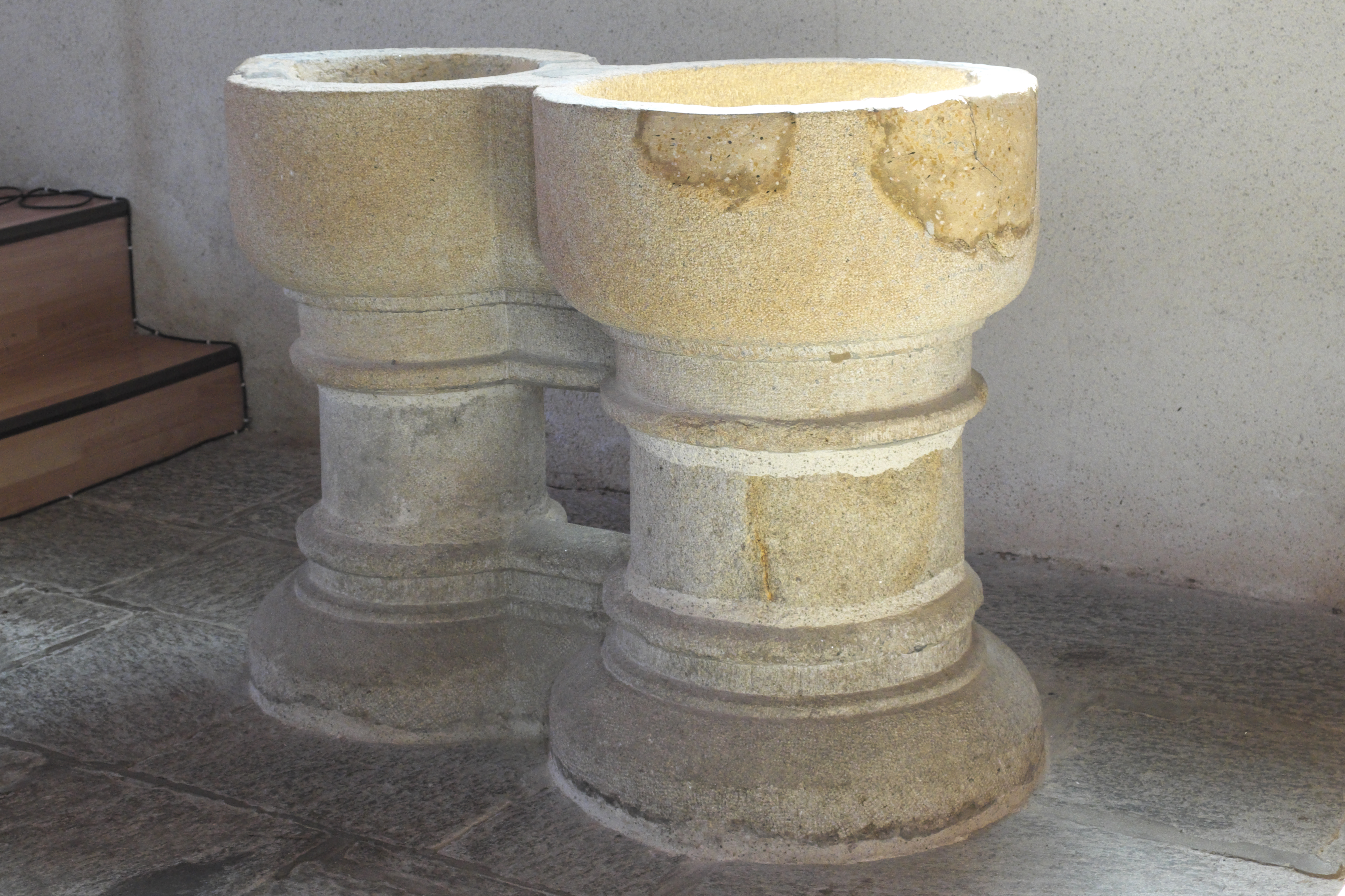
Fonts baptismaux de Plurien

Les fonts baptismaux de l'église Saint-Pierre à Plurien, une commune du département des Côtes-d'Armor dans la région Bretagne en France, datent du XVIIIe siècle. Les fonts baptismaux en granite sont classs monuments historiques au titre d'objet depuis le 12 janvier 1971.